# Konisk projektion
Konisk projektion är en kartprojektion där jordklotet avbildas mot en tänkt kon. Detta innebär att skala, ytriktighet/formriktighet och vinkelriktighet att stämma precis där konen tangerar sfärens yta.
Lamberts koniska projektion är en utvecklad konisk projektion där konen tangerar sfären på två ställen för att minimera skalfelet inom täckningsområdet. Dessa två linjer kallas för standardparalleller. Den parallell mitt emellan standardparallellerna kallas för selected parallell.
På selected parallell är storcirkeln en exakt rät linje. På andra latituder är storcirkeln konkav mot standardparallellerna.